# Honnamaranahalli, Channarayapatna
Honnamaranahalli là một làng thuộc tehsil Channarayapatna, huyện Hassan, bang Karnataka, Ấn Độ.